# Кызылкайнар (могильник)
Кызылкайнар — средневековый могильник в урочище Кайнар, в 10 км к юго-востоку от ст. Акшолак Жамбылского района Жамбылской области, у подножия северного хребта Кыргыз Алатау. Обнаружен и обследован в 1966 году Таласским отрядом Жамбылской археологической экспедиции (рук. А. Г. Максимова). Курган (диаметр 7 м, высота 0,3 м.) с каменной насыпью обложен по основанию круглым камнем. Под насыпью обнаружены 2 каменные выкладки, под которыми найдены 2 заваленные камнем могильные ямы. В яме № 1 (2,1 х 1,2 м, глубина 1,4 м) в южном части насыпи обнаружены погребения человека и лошади. Конский костяк без черепа, на правом боку с поджатыми ногами, ориентирован передней частью на юго-запад. Были обнаружены железные стремя с широким плоским щитком и подножкой, обломок бронз, венчика деревянного сосуда. Лошадь была укрыта сверху слоем камыша. Человеческий костяк находился в вытянутом положении, головой ориентирован на северо-восток. Правая рука погребенного была вытянута вдоль тела, кисть левой лежала на тазовых костях. Инвентарь состоит из железного наконечников стрел, железного кинжала, ножа, обоймы, бронз, накладок, костяной зооморфной подвески от пояса, железных пряжек и кольца. Яма № 2 (1,55x1,4 м, глуб. 1,4 м) находилась к север от первой, ближе к центру кургана. Исследователь А. Г. Максимова относит курган к 8 веку, связанного с карлуками.